# Protophana
Protophana là một chi bướm đêm thuộc họ Noctuidae.